# Andrena congruens
Espèce
Synonymes
- Andrena confinis Stöckhert, 1929[2]
- Andrena dallatorrei Clément, 1922[2]

Statut de conservation UICN

 LC  : Préoccupation mineure
Andrena congruens est une espèce d'insectes hyménoptères de la famille des Andrenidae. Cette abeille est présente en Europe, sauf dans les régions septentrionales, en Anatolie, dans le Caucase et en Oural. En France, elle a été repérée dans le Parc Naturel du Mercantour, dans le Parc Naturel des Ecrins et dans les Pyrénées à proximité de Bourg-Madame et au sud de Perpignan dans la Réserve de la Massane,.

## Écologie
Cette espèce est bivoltine, elle a deux générations par an. La première vole en mai-juin (avril en Europe occidentale), la seconde en Juillet-Août. Cette abeille préfère les prairies mésophiles de fauche de l’Arrhenatherion elatioris, mais on la trouve également dans d’autres types de prairies et en lisière des forêts.
Dans le sud de la France, cette espèce est strictement orophile et inféodée aux apiacées.

## Parasites
Ses nids sont parasités par Nomada zonata, une abeille coucou.